# Satyriinae
Satyriinae zijn een kleine subtribus van de Diseae, een tribus van de orchideeënfamilie (Orchidaceae)
De subtribus omvat 3 geslachten en ongeveer 110 soorten.
Het zijn terrestrische orchideeën, voornamelijk uit Afrika en Azië, met niet-geresupineerde bloemen met twee sporen per bloem.

## Taxonomie
- Geslachten:
  - Pachites
  - Satyridium
  - Satyrium Sw. (1800)